# Bombay Bicycle Club
Bombay Bicycle Club es un grupo de indie rock británico de Londres formado por Jack Steadman (vocalista principal, guitarra y piano), Jamie MacColl (guitarra), Suren de Saram (batería) y Ed Nash (bajo). A lo largo de su historia, Bombay Bicycle Club ha experimentando con multitud de géneros musicales, creando un estilo propio próximo a la música indie, aunque tomando elementos propios de la música folk, electrónica, rock e incluso del género world music. 
La banda debutó en el V Festival de 2006 actuando en la apertura del festival después de ganar un concurso. Posteriormente lanzaron dos EPs y su sencillo debut "Evening/Morning". Desde entonces, la banda ha publicado cuatro álbumes, siendo el último So Long, See You Tomorrow, el cual encabezó las listas en febrero de 2014. La banda ha realizado giras por todo el mundo como cabeza de cartel, visitando América del Norte, Australia, Europa y el Lejano Oriente.
Su gira de 2014 terminó el 13 de diciembre en el Centro de Exhibiciones Earls Court, siendo el último concierto que acogería el recinto antes de su demolición. El miembro de Pink Floyd David Gilmour tocó con la banda en su canción "Rinse Me Down" antes de una actuación de una de las canciones más conocidas del grupo: "Wish You Were Here".
En enero de 2016, los cuatro miembros Indicar que iban a llevar a cabo proyectos en solitario. Desde entonces Ed Nash ha estado grabando bajo el nombre de Toothless, y tiene la intención de lanzar su álbum debut a principios de 2017.
El 14 de enero de 2019 la banda actualizó su página web subiendo un video acompañado de un texto que indicaba que estaban de vuelta en el estudio componiendo apenas nuevo material. 
El 28 de agosto de 2019, y tras cinco años sin publicar material nuevo, el grupo lanza un nuevo sencillo que lleva por nombre ‘Eat, Sleep, Wake (Nothing But You)’.

## Discografía

### EP
| Año  | Título |
| ---- | --- |
| 2007 | The Boy I Used to Be - Lanzamiento: 12 de febrero de 2007 - Discográfica: Mmm...Records - Formato: Descarga digital, CD    |
| 2007 | How We Are - Lanzamiento: 29 de octubre de 2007 - Discográfica: Mmm...Records - Formato: Descarga digital, CD              |
| 2010 | iTunes Festival: London 2010 - Lanzamiento: 28 de julio de 2010 - Discográfica: Island Records - Formato: Descarga digital |

### Álbumes
| Año  | Detalles del álbum | Clasificación en las listas | Clasificación en las listas | Clasificación en las listas | Clasificación en las listas | Clasificación en las listas | Clasificación en las listas | Clasificación en las listas | Clasificación en las listas | Clasificación en las listas | Certificaciones |
| Año  | Detalles del álbum | UK                          | IRL                         | AUS                         | GER                         | AUT                         | BEL                         | NLD                         | US                          | US Heat.                    | Certificaciones |
| ---- | --- | --------------------------- | --------------------------- | --------------------------- | --------------------------- | --------------------------- | --------------------------- | --------------------------- | --------------------------- | --------------------------- | --------------- |
| 2009 | I Had the Blues But I Shook Them Loose - Released: 3 de julio de 2009 - Label: Island Records - Formats: CD, Descarga digital | 46                          | –                           | –                           | –                           | –                           | –                           | –                           | –                           |                             | - UK: Gold      |
| 2010 | Flaws - Lanzamiento: 9 de julio de 2010 - Discográfica: Island Records - Formatos: CD, Descarga digital                       | 8                           | 95                          | –                           | –                           | –                           | –                           | –                           | –                           |                             | - UK: Gold      |
| 2011 | A Different Kind of Fix - Lanzamiento: 26 de agosto de 2011 - Discográfica: Island Records - Formatos: CD, Descarga digital   | 6                           | 18                          | –                           | 84                          | 65                          | 97                          | –                           | –                           | 22                          | - UK: Gold      |
| 2014 | So Long, See You Tomorrow - Lanzamiento: 3 de febrero de 2014 - Discográfica: Island Records - Formatos: CD, Descarga digital | 1                           | 8                           | 36                          | 78                          | –                           | 95                          | 74                          | 101                         | 1                           | - UK: Silver    |

### Sencillos
| Canción                             | Año  | Clasificación en las listas | Clasificación en las listas | Álbum                                  |
| Canción                             | Año  | UK                          | US Alt.                     | Álbum                                  |
| ----------------------------------- | ---- | --------------------------- | --------------------------- | -------------------------------------- |
| "Evening/Morning"                   | 2008 | —                           | —                           | I Had the Blues But I Shook Them Loose |
| "Always Like This"                  | 2009 | 97                          | —                           | I Had the Blues But I Shook Them Loose |
| "Dust on the Ground"                | 2009 | 166                         | —                           | I Had the Blues But I Shook Them Loose |
| "Magnet"                            | 2009 | —                           | —                           | I Had the Blues But I Shook Them Loose |
| "Ivy & Gold / Flaws"                | 2010 | 56                          | —                           | Flaws                                  |
| "Rinse Me Down / Dorcas"            | 2010 | —                           | —                           | Flaws                                  |
| "Shuffle"                           | 2011 | 64                          | 38                          | A Different Kind of Fix                |
| "Lights Out, Words Gone"            | 2011 | 89                          | —                           | A Different Kind of Fix                |
| "Leave It"                          | 2012 | —                           | —                           | A Different Kind of Fix                |
| "How Can You Swallow So Much Sleep" | 2012 | —                           | —                           | A Different Kind of Fix                |
| "Beg"                               | 2012 | —                           | —                           | A Different Kind of Fix                |
| "Carry Me"                          | 2013 | 81                          | —                           | So Long, See You Tomorrow              |
| "Luna"                              | 2014 | 78                          | —                           | So Long, See You Tomorrow              |
| "Feel"                              | 2014 | 75                          | —                           | So Long, See You Tomorrow              |
| "Come To"                           | 2014 | —                           | —                           | So Long, See You Tomorrow              |
| "Home by Now"                       | 2014 | —                           | —                           | So Long, See You Tomorrow              |